# IBM AP-101

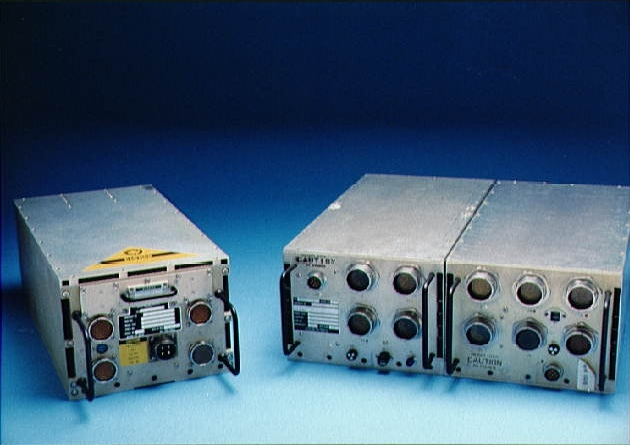
Balra a Space Shuttle-ban 1991 után alkalmazott továbbfejlesztett AP-101S. Jobboldalt a korábbi AP-101B modell két doboza.

Az IBM AP-101 egy avionikai számítógép, legnevezetesebb alkalmazása az amerikai Space Shuttle űrhajókban volt, de a B–52 Stratofortress és B-1B bombázókban is alkalmazták, egyéb felhasználásai mellett. Ez a számítógép az F-15 vadászrepülőgépben használt AP-1 fedélzeti számítógép újracsomagolt változata.
Tervezésének idején egy nagy teljesítményű, ferritmagos memóriát kapott, de már ekkor utasítás-futószalagot alkalmazó processzora volt. Bár a legtöbb mai processzor felülmúlja ennek specifikációit, a maga korában kiemelkedő teljesítményű egységnek számított: 480 000 utasítást volt képes elvégezni egy másodperc alatt – ami igen magas érték, összehasonlítva a Gemini űrhajó számítógépének 7000-es utasítás/másodpercben mért sebességével. Továbbra is szolgálatban maradt (az űrsiklókkal együtt), mivel jól működik és megvan a repülési tanúsítványa, míg egy új eszköz tanúsítása túl drága lenne. Az űrsiklók AP-101S modelljeit kiterjesztették a glass-cockpit stílusú fedélzeti műszerekkel / kijelzőrendszerekkel való együttműködésre is.
Az AP-101, a System/4 Pi sorozat csúcsmodelljeként (a System/4 Pi egy sugárzástűrő avionikai számítógépcsalád) rendelkezik a gépcsalád általános felépítésbeli jellemzőivel, amelyeket még az IBM System/360 nagyszámítógép-sorozatától örökölt. Tehát a gép 16 db 32 bites processzor-regiszterrel rendelkezik, utasításai mikroprogramozottak, utasításkészlete 154 utasításból áll. Az AP-101 processzor 2048, egyenként 48 bit méretű mikroprogram-utasításra elegendő helyet tartalmazott. A memóriacímzéshez eleinte 16 bit állt rendelkezésre, később ezt kiegészítette további 4 bit az állapotregiszterből, ezáltal 1 Mi (220, több mint 1 millió) memóriarekesz közvetlen címzése vált lehetővé.

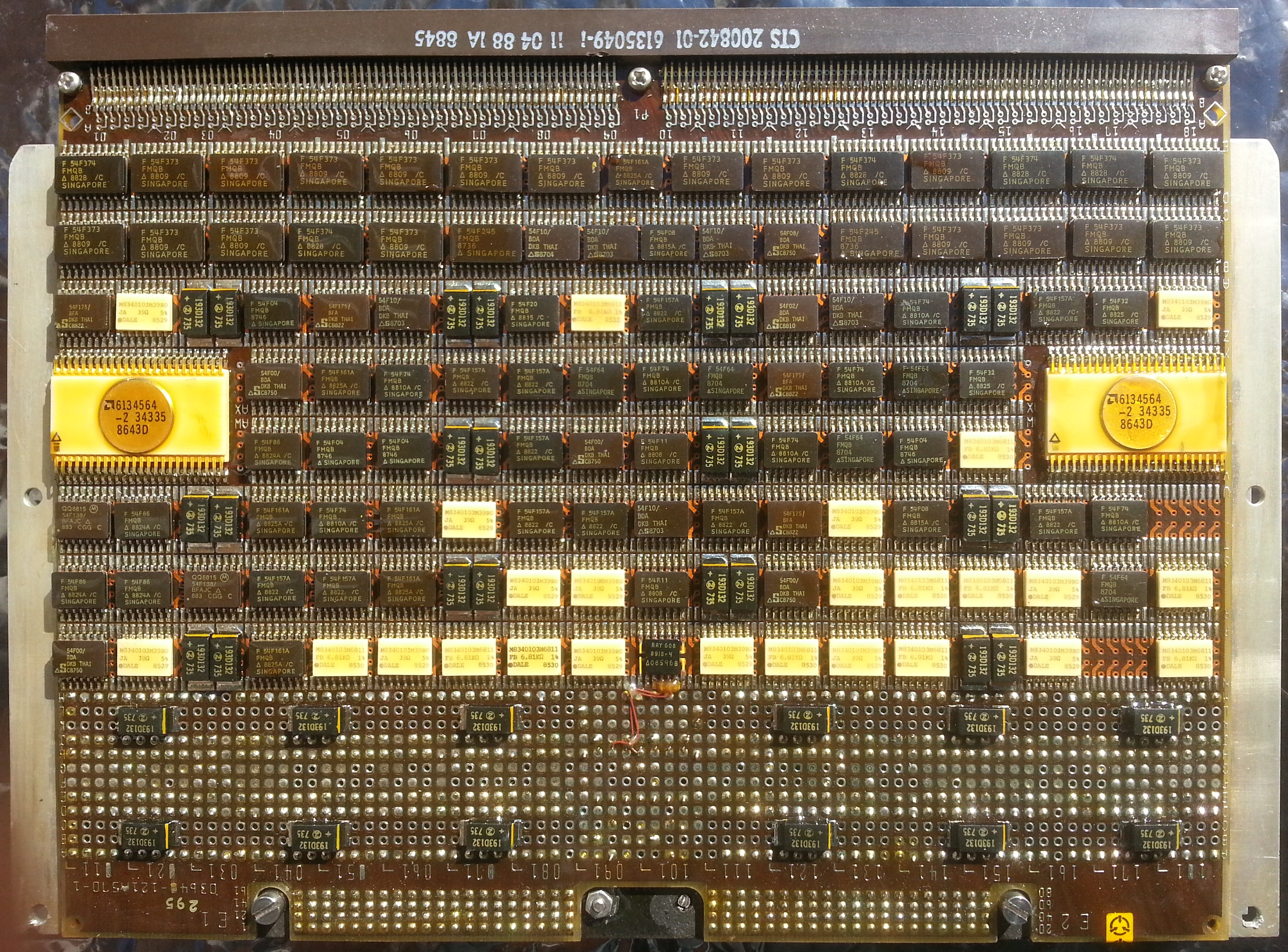
Egy IBM AP-101S Space Shuttle általános célú számítógép félvezetős memóriakártyája

Az eredeti AP-101-es TTL integrált áramkörökkel épült fel. A fő memória eredetileg mágnesmagos memória volt, így az űrsiklóban használt AP-101B számítógépmodellben is eredetileg ferritgyűrűs memóriát alkalmaztak. Az 1990-es évek elején készült AP-101S továbbfejlesztett változatot már félvezetős memóriával szerelték fel.
Egy űrsikló öt AP-101-es számítógépet tartalmazott, általános célú számítógép (general-purpose computers, GPCs) szerepkörben. Ezek közül négy szinkronban működik, redundáns módon, míg az ötödik a tartalékegység, amely független szoftvert futtat Az űrsiklók szoftverét HAL/S nyelven írták; ez egy különleges célú magas szintű programozási nyelv, míg az USA Légierejénél rendszeresített AP-101s-eket, mint pl. a B-1B Lancer bombázó számítógépét, leginkább JOVIAL nyelven programozták.

### Cikkek
- Norman, P. Glenn (1987), "The new AP101S General-Purpose Computer (GPC) for the Space Shuttle", IEEE Proceedings 75 (3):  308–319, DOI 10.1109/PROC.1987.13738
- Vandling, Gilbert C. Organization of a Microprogrammed Aerospace Computer. Computer Design, pp. 65–72, February 1975.

## Fordítás
Ez a szócikk részben vagy egészben  az   IBM AP-101 című angol Wikipédia-szócikk ezen változatának fordításán alapul.  Az eredeti cikk szerkesztőit annak laptörténete sorolja fel. Ez a jelzés csupán a megfogalmazás eredetét és a szerzői jogokat jelzi, nem szolgál a cikkben szereplő információk forrásmegjelöléseként.